# National Anthem
National Anthem (englisch für ‚Nationalhymne‘) ist ein Lied der US-amerikanischen Popsängerin Lana Del Rey. Das Stück ist die siebte Singleauskopplung aus ihrem zweiten Studioalbum Born to Die.

## Entstehung und Artwork
Geschrieben wurde das Lied von Lana Del Rey, dem Produzentenduo The Nexus (bestehend aus James Bauer-Mein und David Sneddon) und Justin Parker. Produziert wurde die Single von Emile Haynie, unter der Mithilfe von Jeff Bhasker und The Nexus. Gemischt wurde das Lied von Manny Marroquin, unter der Mithilfe von Chris Galland und Erik Madrid. Gemastert wurde das Album von Metropolis Mastering in London, unter der Leitung des Briten John Davis. Die Arrangements erfolgten durch Larry Gold, Dan Heath und Steve Tirpak. Das Lied wurde unter den Musiklabels Interscope Records, Polydor und Universal Music Group veröffentlicht und durch EMI Publishing und Sony/ATV Music Publishing vertrieben.
Auf dem schwarz-weißen Cover der Maxi-Single ist Del Rey vor einem Pult zu sehen. Das Bild ähnelt der visuellen Darstellung der 1960er Jahre. Del Reys Augen sind mit dem Schriftzug „Tell Me I’m Your National Anthem“ verdeckt. Auf einem alternativen Cover ist nur die Aufschrift des Künstlernamens und des Liedtitels zu sehen.

## Veröffentlichung und Promotion
Die Erstveröffentlichung von National Anthem erfolgte im Juni 2012 als Promo-Single. Die offizielle Download-Single folgte am 6. Juli 2012 in Irland und dem Vereinigten Königreich. Die Veröffentlichung als physischer Tonträger fand drei Tage später in ganz Europa statt. Die Download-Single beinhaltet neben der Radioversion drei Remixversion von National Anthem. Die reguläre physische Maxi-Single wurde als 2-Track-Single veröffentlicht und beinhaltet einen Remix von Breton Labs als B-Seite. Zudem wurden regional viele verschiedene EPs, Remix-Singles und Vinylplatten, zu Promotion zwecken, veröffentlicht.
Remixversionen
- National Anthem (Afterlife Remix)
- National Anthem (Breton Labs Remix)
- National Anthem (Burns ’sftcr Remix)
- National Anthem (Cashmere Remix)
- National Anthem (Clean Bandit Remix)
- National Anthem (Das Racist Remix)
- National Anthem (DC Breaks Remix)
- National Anthem (Fred Falke Edit)
- National Anthem (Seasfire Remix)
- National Anthem (Sega Bodega Remix)
- National Anthem (Sunless 97 Raw Dub)
- National Anthem (Tensnake Remix)
- National Anthem (Todd Terry ‘Del Ray’ Dub)
- National Anthem (Westfunk & Steve Smart Remix)

## Inhalt
Der Liedtext zu National Anthem ist in englischer Sprache verfasst, auf Deutsch übersetzt heißt der Titel „Nationalhymne“. Die Musik und der Text wurden gemeinsam von Lana Del Rey, The Nexus und Justin Parker geschrieben beziehungsweise verfasst. Musikalisch bewegt sich das Lied im Bereich des Indie-Pop mit Rap Einflüssen. Gesungen wird das Lied hauptsächlich von Del Rey, im Hintergrund sind die Stimmen von Emilie Bauer-Mein, James Bauer-Mein und David Sneddon zu hören. An den Instrumenten sind Jeff Bhasker an der Gitarre und dem Keyboard sowie Emile Haynie am Keyboard und Schlagzeug zu hören.
| „Tell me I’m your national anthem, ooh, yeah, baby, bow down, making me so wild now. Tell me I’m your national anthem, sugar, sugar, how now. Take your body down town, red, white, blue is in the sky. Summer’s in the air and, baby, heaven’s in your eyes, I’m your national anthem.“ – Refrain, Originalauszug | „Sag mir ich bin deine Nationalhymne, oh ja Baby, verbeug dich, machst mich so wild. Sag mir ich bin deine Nationalhymne, Zuckerpuppe, Zuckerpuppe, wie jetzt. Nehme deinen Körper zwischen meine Beine, rot, weiß, blau ist im Himmel. Sommer liegt in der Luft und Baby, der Himmel ist in deinen Augen. Ich bin deine Nationalhymne.“ – Refrain, Übersetzung |

## Musikvideo
Das Musikvideo zu National Anthem wurde im Mai 2012 gedreht und feierte am 27. Juni 2012 auf Del Reys YouTube-Profil seine Premiere. Im Video wird Del Rey vom US-amerikanischen Rapper A$AP Rocky unterstützt. Zu Beginn ist Del Rey als Marilyn Monroe, in einer Nachstellung von Happy Birthday, Mr. President aus dem Jahr 1962, zu sehen. Im restlichen Teil spielt Del Rey die Rolle der Jacqueline Kennedy und A$AP Rocky die Rolle des John F. Kennedy. Zusammen sind sie in nachgestellten Home-Videos zu sehen. Das Video endet mit dem Attentat auf John F. Kennedy und einem von Del Rey vorgetragenen Dialog Onassis, über die Beziehung von ihr und Kennedy. Del Rey selbst beschrieb das Video als eines der schönsten Dinge, die sie je gemacht hat. Die Gesamtlänge des Videos beträgt 7:39 Minuten. Regie führte Anthony Mandler. Bis September 2024 zählte das Video über 106 Millionen Aufrufe bei YouTube. 

## Mitwirkende
| Liedproduktion - Emilie Bauer-Mein: Hintergrundgesang - James Bauer-Mein: Hintergrundgesang - Jeff Bhasker: Gitarre, Keyboard, Koproduzent - John Davis: Mastering - Lana Del Rey: Gesang, Komponist, Rap - Chris Galland: Abmischung-Assistenz - Larry Gold: Arrangement - Emile Haynie: Keyboard, Musikproduzent, Schlagzeug - Dan Heath: Arrangement - Erik Madrid: Abmischung-Assistenz - Manny Marroquin: Abmischung - The Nexus: Komponist, Koproduzent - Justin Parker: Komponist - David Sneddon: Hintergrundgesang - Steve Tirpak: Arrangement | Artwork - Anthony Mandler: Regisseur (Musikvideo) Unternehmen - EMI Publishing: Vertrieb - Interscope Records: Musiklabel - Metropolis Mastering: Mastering - Polydor: Musiklabel - Sony/ATV Music Publishing: Vertrieb - Universal Music Group: Musiklabel |

## Rezeption

### Rezensionen
Die Süddeutsche Zeitung bewertete das Stück negativ mit folgender Beschreibung: „National Anthem beantwortet dann endlich die Frage, die sich ja bestimmt jeder schon mal gestellt hat: Wie rappt eigentlich eine Femme fatale auf Valium, und muss man das gehört haben? Die Antwort ist einfach: Von Lana Del Rey nicht, Princess Superstar hätte den Song vermutlich gerettet – vorher aber noch Verse wie Money ist the reason we exist/everybody knows it it’s a fact kiss, kiss gestrichen. Der Rap ist eine ungnädige Kunst. Als Anfänger kann man eigentlich nur verlieren.“

### Preise
Bei den UK Music Video Awards war National Anthem zwei Mal nominiert, konnte aber keinen Preis gewinnen. Am 14. Januar 2015 veröffentlichte das Billboard eine Liste der 20 besten Musikvideos der 2010er Jahre. Hierbei wurde National Anthem auf Position acht gewählt.

## Kommerzieller Erfolg

### Chartplatzierungen
National Anthem erreichte im Vereinigten Königreich Rang 92 der Singlecharts und konnte sich zwei Wochen in den Charts platzieren. Für Del Rey ist es als Autorin und Interpretin je der vierte Charterfolg in den britischen Singlecharts. In den Vereinigten Staaten verfehlte das Lied den Einstieg in die Billboard Hot 100, platzierte sich jedoch auf Rang 37 der Billboard Mainstream Rock Songs.
| ChartsChartplatzierungen     | Höchstplatzierung | Wochen |
| ---------------------------- | ----------------- | ------ |
| Vereinigtes Königreich (OCC) | 92 (2 Wo.)        | 2      |

### Auszeichnungen für Musikverkäufe
Am 24. November 2021, neun Jahre nach der Erstveröffentlichung, wurde National Anthem mit einer Platin-Schallplatte für eine Million verkaufte Einheiten in den Vereinigten Staaten ausgezeichnet, obwohl sich das Lied nicht in den Billboard Hot 100 platzieren konnte. Am 5. Januar 2024 erhielt das Lied Gold im Vereinigten Königreich für 400.000 verkaufte Einheiten.

| Land/Region                  | Auszeichnungen für Musikverkäufe (Land/Region, Auszeichnung, Verkäufe) | Verkäufe  |
| ---------------------------- | ---------------------------------------------------------------------- | --------- |
| Australien (ARIA)            | Platin                                                                 | 70.000    |
| Brasilien (PMB)              | Platin                                                                 | 60.000    |
| Dänemark (IFPI)              | Gold                                                                   | 45.000    |
| Vereinigte Staaten (RIAA)    | Platin                                                                 | 1.000.000 |
| Vereinigtes Königreich (BPI) | Gold                                                                   | 400.000   |
| Insgesamt                    | 2× Gold · 3× Platin ·                                                  | 1.575.000 |

Hauptartikel: Lana Del Rey/Auszeichnungen für Musikverkäufe